# Pseudozyma shanxiensis
Pseudozyma shanxiensis är en svampart som beskrevs av F.Y. Bai & Q.M. Wang 2006. Pseudozyma shanxiensis ingår i släktet Pseudozyma och familjen Ustilaginaceae.   Inga underarter finns listade i Catalogue of Life.